# Nuragus di Cagliari
Le Nuragus di Cagliari est un vin DOC des provinces de Cagliari, Nuoro et Oristano, produit à partir du cépage sarde « Nuragus. »

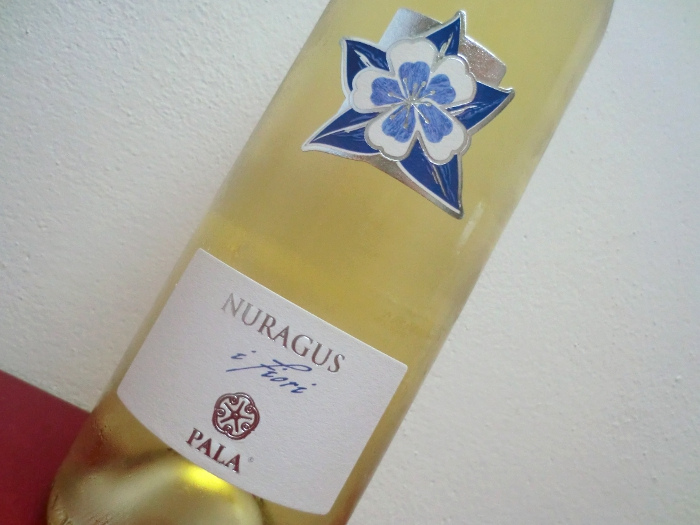
Une bouteille de Nuragus.

## Caractéristiques organoleptiques
- Robe : jaune paille pâle, parfois aux reflets vert.
- Bouquet : nez fruité, fleuri, agréable.
- Gout : demi-sec, puissant, harmonique, légèrement acidulé.

## Plats conseillés
Se boit légèrement frais en apéritif, avec des salaisons peu grasses ou en vin de dessert sur un gâteau pas trop sucré.

## Production
Province, saison, volume en hectolitres
- Cagliari  (1990/91)  14500,1
- Cagliari  (1991/92)  20544,2
- Cagliari  (1992/93)  25055,79
- Cagliari  (1993/94)  32136,35
- Cagliari  (1994/95)  15950,3
- Cagliari  (1995/96)  14787,3
- Cagliari  (1996/97)  13722,28
- Oristano  (1990/91)  122,38
- Oristano  (1991/92)  145,88
- Oristano  (1992/93)  297,5
- Oristano  (1993/94)  496,86
- Oristano  (1994/95)  303,03
- Oristano  (1995/96)  609,49
- Oristano  (1996/97)  531,72